# Kangarosa tasmaniensis
Kangarosa tasmaniensis Framenau, 2010 è un ragno appartenente alla famiglia Lycosidae.

## Etimologia
Il nome proprio della specie deriva dall'isola di rinvenimento degli esemplari: la Tasmania, e dal suffisso latino -ensis, che significa: presente, che è proprio lì.

## Caratteristiche
L'olotipo maschile rinvenuto ha lunghezza totale è di 9,38mm; la lunghezza del cefalotorace è di 4,75mm, e la larghezza è di 3,56mm.
Il paratipo femminile rinvenuto ha lunghezza totale è di 14,38mm; la lunghezza del cefalotorace è di 6,36mm, e la larghezza è di 4,63mm.

## Distribuzione
La specie è stata reperita in Tasmania: nella località di King William Creek; in località Cascades, nei pressi del monte Wellington; e di Cape Naturaliste.

## Tassonomia
Al 2017 non sono note sottospecie e dal 2010 non sono stati esaminati nuovi esemplari.